# Dipartimento di Gualeguaychú
Gualeguaychú è un dipartimento argentino, situato nella parte sud-orientale della provincia di Entre Ríos, con capoluogo Gualeguaychú. Esso è stato istituito il 13 aprile 1849.

## Geografia fisica
Esso confina con la repubblica dell'Uruguay e con i dipartimenti di Uruguay, Tala, Gualeguay e Islas del Ibicuy.

## Società

### Evoluzione demografica
Secondo il censimento del 2001, su un territorio di 7.086 km², la popolazione ammontava a 101.350 abitanti, con un aumento demografico del 12,95% rispetto al censimento del 1991.

## Amministrazione
Nel 2001 il dipartimento comprendeva:
- 6 comuni (municipios in spagnolo):
  - Gualeguaychú
  - Larroque
  - Urdinarrain
  - Aldea San Antonio
  - Gilbert
  - Pueblo General Belgrano
- 17 centri rurali (centros rurales de población in spagnolo):
  - Enrique Carbó
  - Aldea San Juan
  - Costa Uruguay Norte
  - Irazusta
  - Alarcón
  - Faustino M. Parera
  - General Almada
  - Las Mercedes
  - Costa San Antonio
  - Costa Uruguay Sur
  - Cuchilla Redonda
  - Distrito Talitas
  - Estación Escriña
  - Pastor Britos
  - Perdices
  - Rincón del Gato
  - Rincón del Cinto